# Xapuri
Xapuri é um município brasileiro localizado no interior do estado do Acre. Situa-se na microrregião de Brasileia, mesorregião do Vale do Acre. Cidade Histórica, Xapuri é considerada o "berço" da Revolução Acriana e o símbolo do Movimento Ambientalista Mundial. É conhecida também por seu filho mais ilustre, o seringueiro e líder sindical Chico Mendes, que viveu toda a sua vida na cidade.

## História
Os primeiros habitantes da região foram os índios das tribos dos xapurys (mais numerosa e que originou o nome da cidade), catianas e moneteris. A excursão de Manuel Urbano da Encarnação à foz do rio Xapuri, em 1861, foi o início da colonização da região. As terras, onde atualmente se localiza a cidade, eram de propriedade do cearense Manuel Raimundo, seringalista que chegou à região durante o Ciclo da Borracha. Os seringais da região do atual município de Xapuri eram os mais produtivos do planeta, fazendo com que a região se tornasse a principal referência (em termos sociais, culturais e econômicos) do Acre em outras regiões do país e também do mundo.
Xapuri nasceu em 1883 logo após a fundação de Volta da Empreza (hoje Rio Branco). Os primeiros brasileiros e europeus chegaram à região no primeiro Ciclo da borracha, um período de ocupação descontrolada de terras e extração de recursos florestais. A vila de Xapuri no Acre se tornou um dos principais postos de comércio de borracha, e a região era um importante produtor da mesma e Castanha do Acre. Até a Revolução Acreana, de 1899 a 1903, o Acre fazia parte da Bolívia, embora a maioria dos novos colonos fossem brasileiros. Na época da Guerra do Acre, os bolivianos chamavam o local de Mariscal Sucre. 
Toda essa importância fez com que a região fosse palco de intensos entraves entre a Bolívia (país que, de acordo com o Tratado de Ayacucho, era dono das terras do Acre) e os moradores que ali habitavam, sendo grande parte composta por brasileiros oriundos do Nordeste. A Bolívia exigia a saída dos moradores, e passou a enviar tropas para ocupar a região. Em 1902, a região de Xapuri passou a ser integrada ao Território das Colônias, sendo ocupada por autoridades bolivianas, a contragosto da população. Com o domínio da região e o acordo feito pela Bolívia com um sindicato americano, o Bolivian Syndicate, os habitantes começaram uma revolta contra a Bolívia, sob o comando do militar gaúcho José Plácido de Castro. Plácido e seus homens atacaram a Intendência Boliviana de Xapuri no dia 6 de Agosto de 1902, derrotando as autoridades e exército boliviano, proclamando o Estado Independente do Acre. Era o início da Revolução Acreana, que só terminaria quando o Exército Acreano dominaria a Intendência Boliviana na cidade de Puerto Alonso, atual Porto Acre. Durante a Revolução Acreana (Agosto de 1902 - Janeiro de 1903), Xapuri teve um papel de destaque, pois a vila era o principal reduto do Exército Acreano, formado por seringueiros e ex-combatentes na Revolução Federalista, liderados por Plácido. Era a partir da Vila Xapuri que Plácido e seus homens se dirigiam às demais Intendências Bolivianas instaladas na região. A vila também foi palco de intensos combates entre o Exército Boliviano e o Exército Acreano.
No início de 1902, José Plácido de Castro aceitou um convite para liderar uma revolta contra a Bolívia; Embora ele tenha argumentado para atacar imediatamente a guarnição de 230 soldados em Puerto Alonso (atual Porto Acre), Plácido de Castro foi persuadido a primeiro assumir o posto avançado em Xapuri. Ele entrou em Xapuri com 33 homens no início da manhã de 6 de agosto de 1902 e capturou a guarnição boliviana adormecida sem derramar sangue. Em 7 de agosto de 1902, ele emitiu um manifesto proclamando que o Acre era independente. Após mais combates, as últimas forças bolivianas se renderam no que agora é Porto Acre, em 24 de janeiro de 1903. Em 22 de março de 1905, Xapuri foi elevada ao status de cidade pelo prefeito interino Capitão Odilon Pratagi Brasiliense. Xapuri foi oficialmente transformada em município em 23 de outubro de 1912. Logo, a infraestrutura foi construída, incluindo casas comerciais e escolas. Por muitos anos, Xapuri era conhecida como a Princesinha do Acre, devido à sua grande riqueza em borracha.
Em Abril de 1903, Xapuri se tornou Capital do Acre Meridional.
Após a Revolução Acreana, Xapuri passou por anos "dourados". Na época movida e dirigida por famílias de comerciantes de origem sírio-libanesa, assim como em Rio Branco, o município esbanjava luxo no pequeno centro urbano, e ocultava a situação de miséria social a que eram submetidas as famílias que moravam no interior da floresta, extraindo o látex.
A partir da década de 1970, o município voltou a chamar atenção. Por conta da queda do preço da borracha e da abertura da região para a agricultura e pecuária pelo governo militar, muitos seringais foram vendidos para fazendeiros, oriundos principalmente do Paraná, São Paulo e Rio Grande do Sul. Os fazendeiros ordenavam a saída das famílias de suas colocações e, na maioria dos casos, usavam da força para isso, destruindo as casas e deixando os moradores ao relento. Além disso, os fazendeiros começavam a destruir a floresta, tirando, além das casas, o trabalho e o sustento das famílias seringueiras. Começou um conflito entre os seringueiros, indígenas (depois chamados de Povos da Floresta) e sindicalistas contra os fazendeiros que ali chegavam. Nesses conflitos, muitos sindicalistas importantes, como Wilson Pinheiro, foram assassinados e os crimes de seus assassinos ficaram para sempre impunes. Ao redor dos conflitos destaca-se o nome de Chico Mendes, seringueiro, e que depois se tornou líder sindical, político e ambientalista. Chico Mendes organizou movimentos pacíficos contra a destruição da Floresta Amazônica e a favor dos direitos dos Povos da Floresta. Chico Mendes organizou debates e palestras para discutir a situação da região, além de ter feito inúmeras denúncias contra a forma com que os fazendeiros e o governo brasileiro estavam tratando a Amazônia. Sua luta passou a ser acompanhada e reconhecida por ambientalistas e ONGs em defesa do Meio Ambiente, culminando no Prêmio Global 500, oferecido pela ONU. Entre as ideias e conquistas de Chico Mendes estão as Reservas Extrativistas e Reservas Indígenas, criadas a partir da década de 70. As conquistas de Chico e as suas repercussões ao redor do mundo passaram a incomodar os fazendeiros e autoridades do Acre e do Brasil, fazendo com que Chico recebesse inúmeras ameaças de morte, chegando ao seu assassinato em 22 de dezembro 1988. Apesar de sua morte, Chico Mendes deixou um legado importantíssimo na história do movimento ecológico mundial.
Mudanças no cenário político municipal ocorreram após a morte de Chico Mendes em 1988, e alguns de seus companheiros foram eleitos para cargos do legislativo e executivo, tanto no município de Xapuri quanto no Estado do Acre.

## Economia
Sua economia é basicamente voltada para o setor primário e a pecuária, destacando-se o extrativismo vegetal. A borracha e a castanha ainda são os principais produtos do município. Atualmente a cidade vive uma tendência para a industrialização de produtos da floresta (borracha, castanha e madeira). Em 2008 foi criada na cidade a primeira fábrica de preservativos naturais do planeta, a Natex, que utiliza a borracha natural retirada das reservas extrativistas da região para a fabricação dos preservativos. Há incidência também de gipsita, matéria prima do gesso e do giz. 

## Religião
Religião no Município de Xapuri segundo o censo de 2010.
| Religião       | %    |
| -------------- | ---- |
| Catolicismo    | 68,5 |
| Protestantismo | 22,6 |
| Outras         | 0,9  |
| Sem religião   | 8,0  |

## Turismo
O município é recheado de situações, locais e monumentos históricos, recebendo assim muitas turistas de vários estados brasileiros. São eles:
Casa Branca
Construída em madeira com dois pavimentos, era o local onde funcionava a intendência Boliviana. Atualmente sedia o Museu Casa Branca.
Igreja de São Sebastião
Construção em estilo colonial, construída em meio à Revolução Acreana.
Museu Chico Mendes
Instalado na casa onde vivia o seringueiro, sindicalista e ambientalista. Tombado pelo Iphan como Monumento Histórico e Cultural, a casa de Chico Mendes recebeu uma reforma, financiada pelo Governo do Acre, mantendo suas características originais. Textos pendurados nas paredes e no teto do lugar narram como aconteceu a morte do seringueiro, em 1988. Na mesma rua, fica a Fundação Chico Mendes, que traz um acervo com suas fotos históricas e pertences pessoais.
Seringal Cachoeira
A 40 minutos do centro da cidade fica o Seringal Cachoeira, sede do Assentamento Agroextrativista Chico Mendes. O local foi palco do movimento de resistência dos povos da floresta (índios, seringueiros, castanheiros, ribeirinhos) em combate ao forte desmatamento que a região sofreu nas décadas de 70 e 80. Além de conhecer familiares, amigos e companheiros de luta de Chico Mendes, o lugar oferece um passeio ecológico em meio a uma densa floresta tropical e rústicos chalés da pousada ecológica que recentemente foi construída.
Praias do Inferno e Zaire
Duas praias do Rio Acre, localizadas próximas ao centro da cidade. Nelas, acontecem o Festival de Praia e Esportes.
Cachoeira dos Padres
Uma das únicas cachoeiras localizadas na porção leste do Acre. Fica a 4h de barco do Centro de Xapuri.

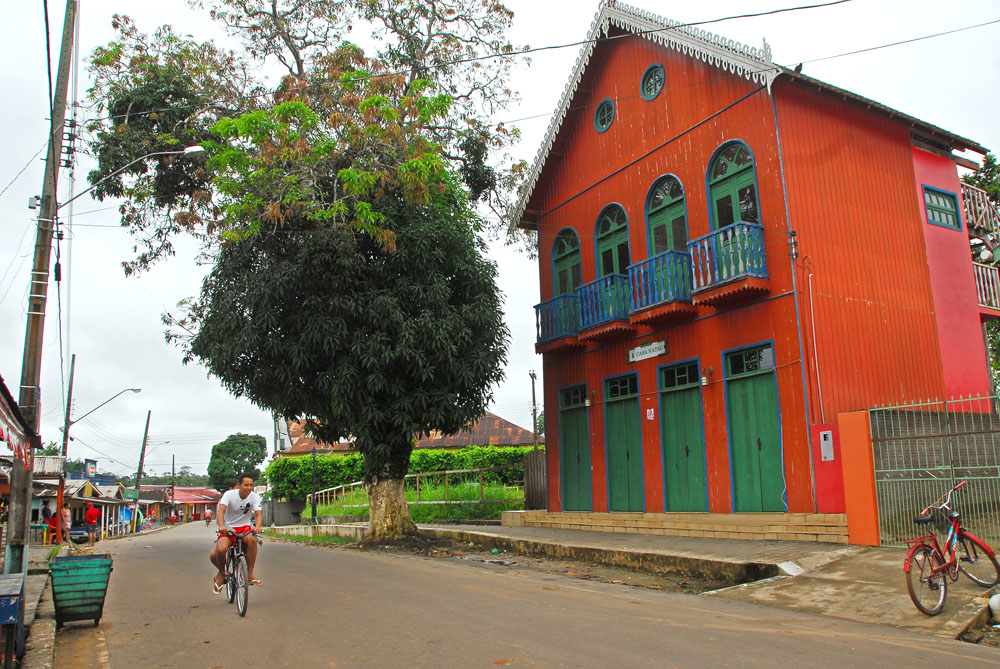
Xapuri, Acre, Brasil.
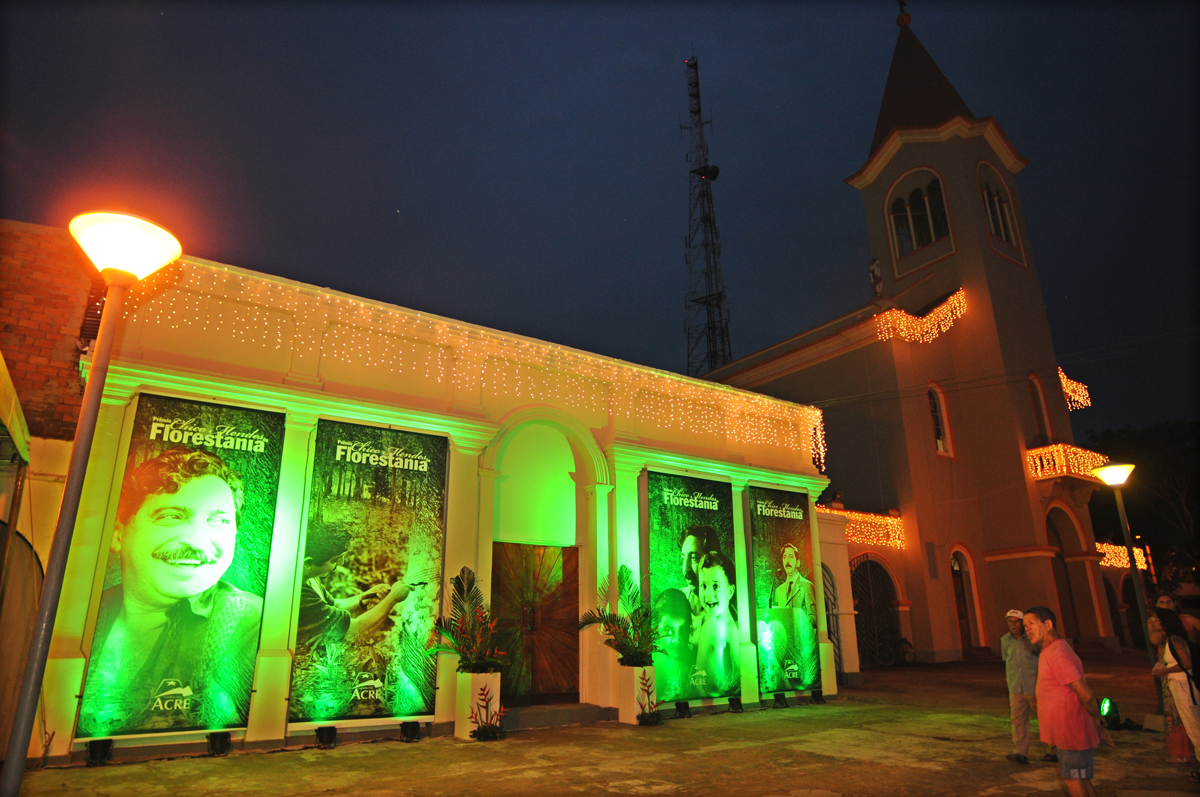
Igreja de São Sebastião, Xapuri, Brasil.
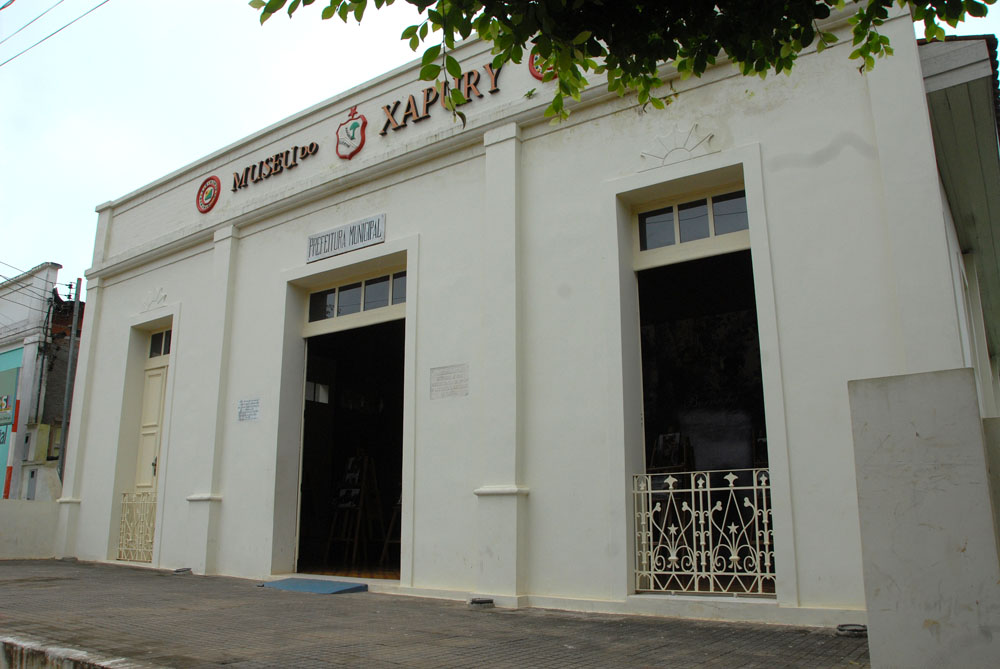
Museu do Xapury, Xapuri, Acre
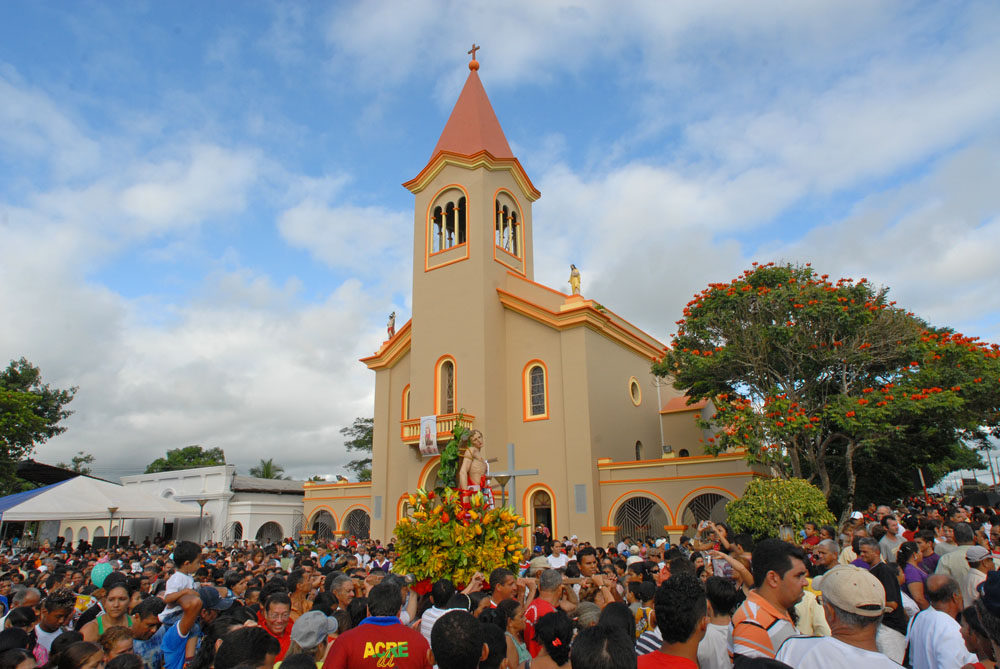
Festa de São Sebastião, Xapuri, Acre
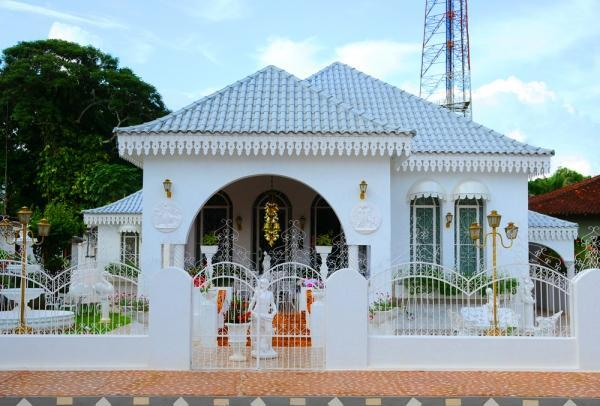
Casas em Xapuri, Acre, Brasil.
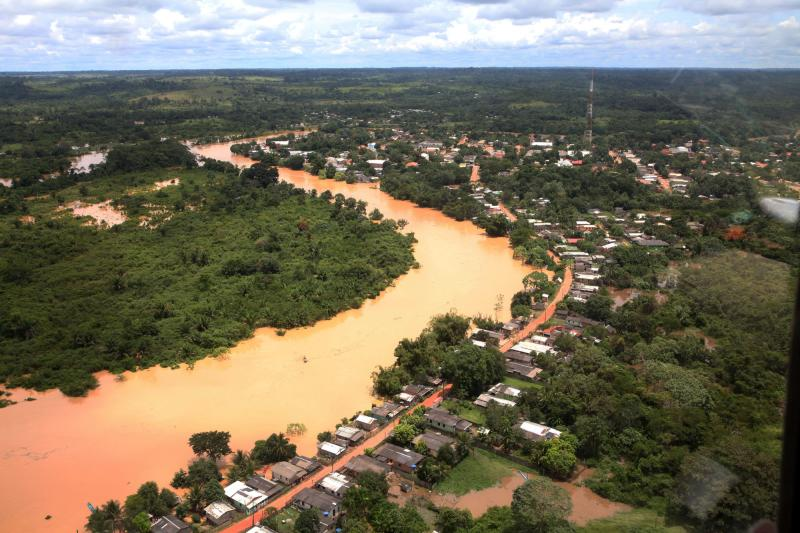
Xapuri, Acre, Brasil
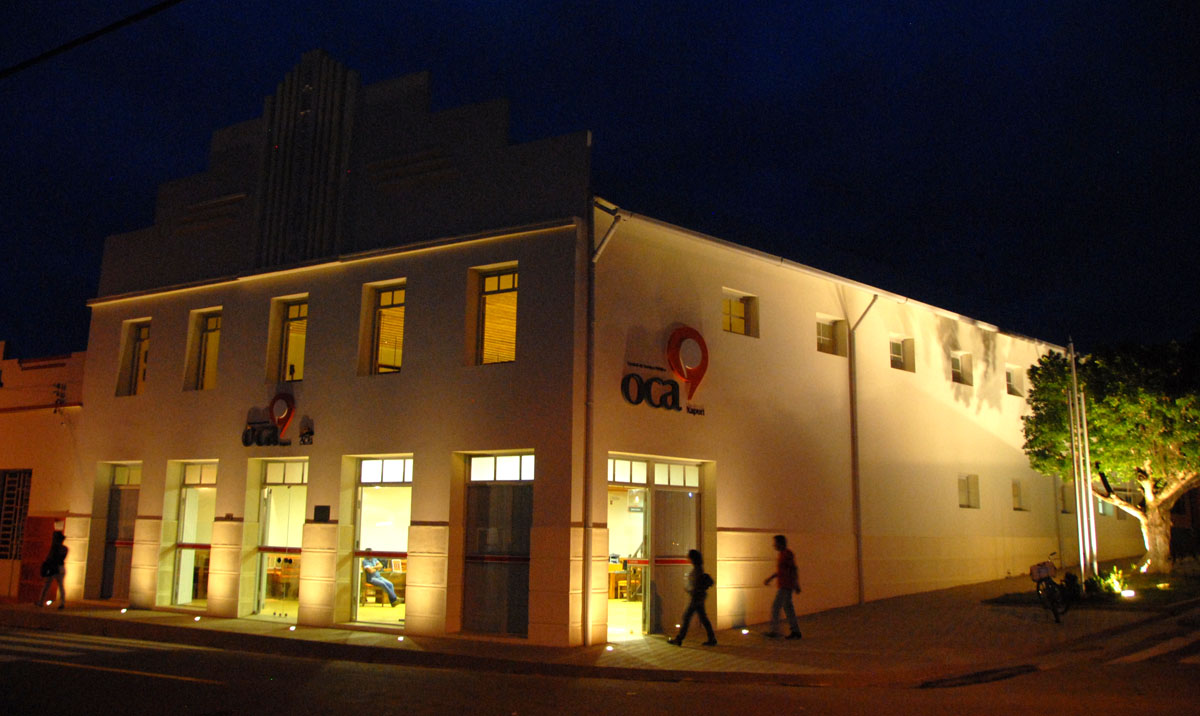
Central de Serviço Público (OCA de Xapuri) Acre, Brasil
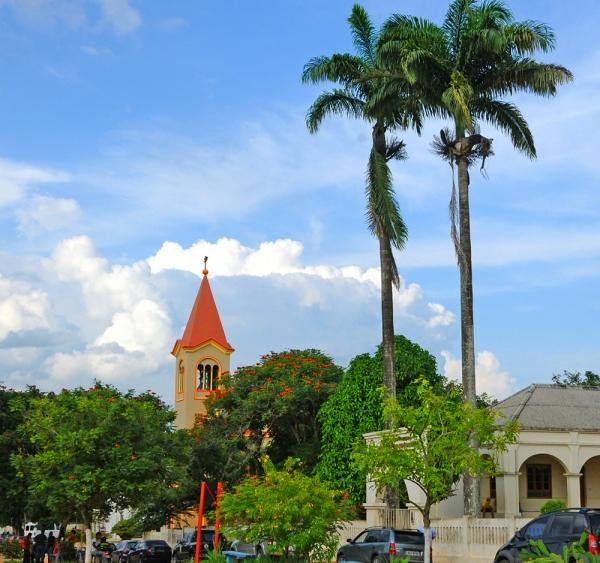
Catedral de Xapuri, Acre
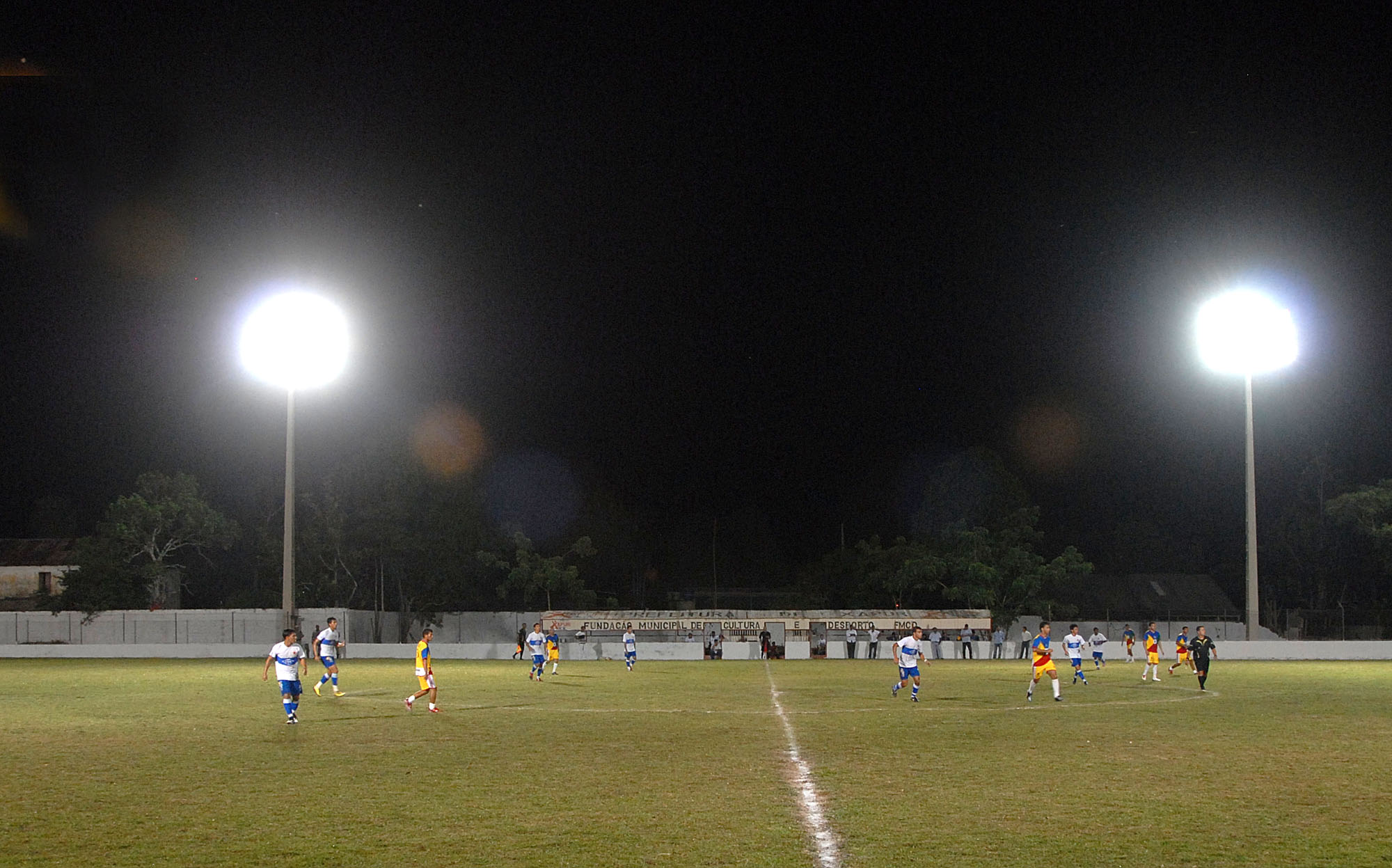
Jogo do Amax contra Atlético Acreano, pelo Campeonato Acreano, no Estádio Álvaro Felício Abrahão, em Xapuri, Acre, Brasil.
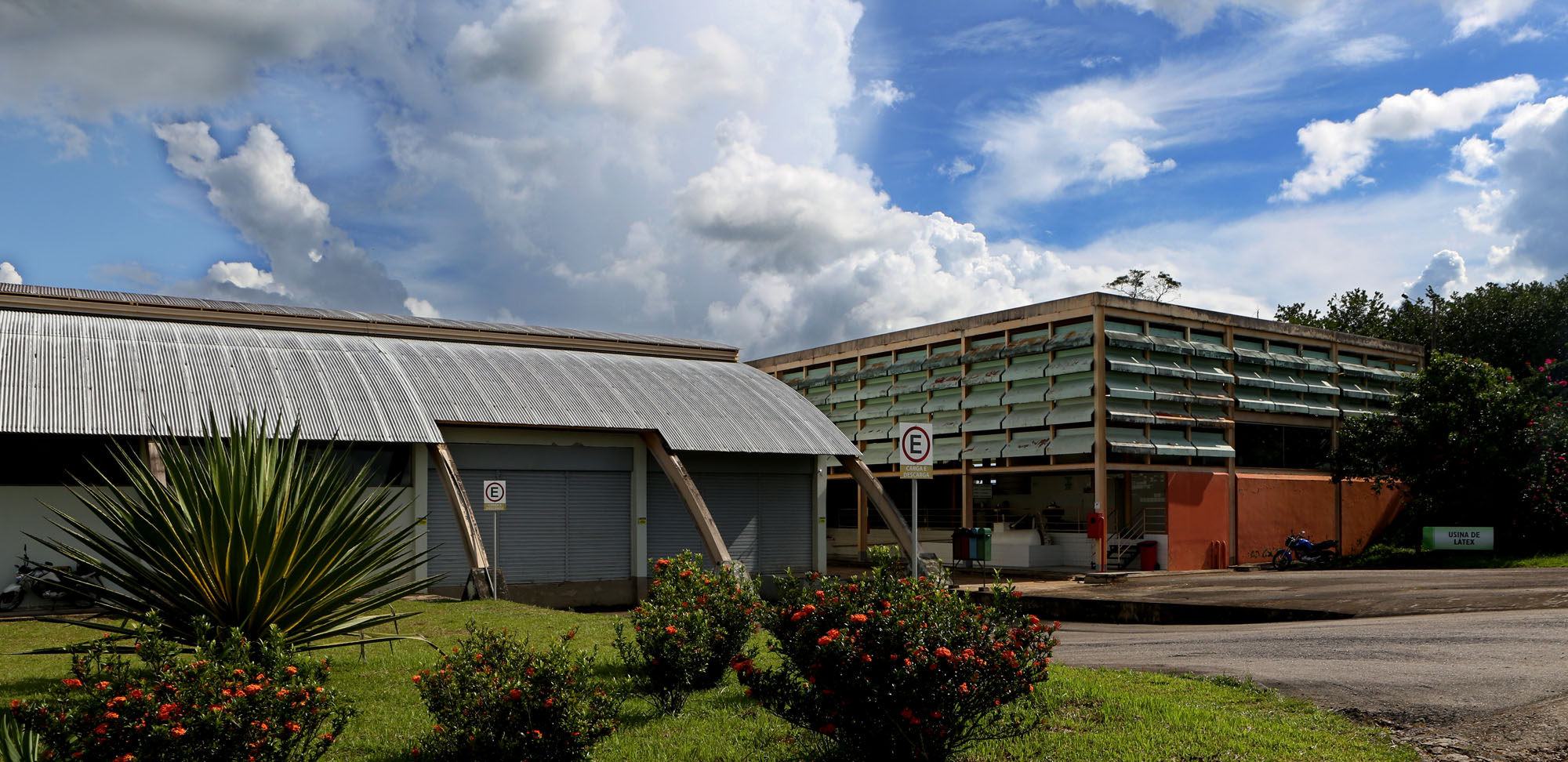
Fábrica Nátex, Xapuri, Acre.
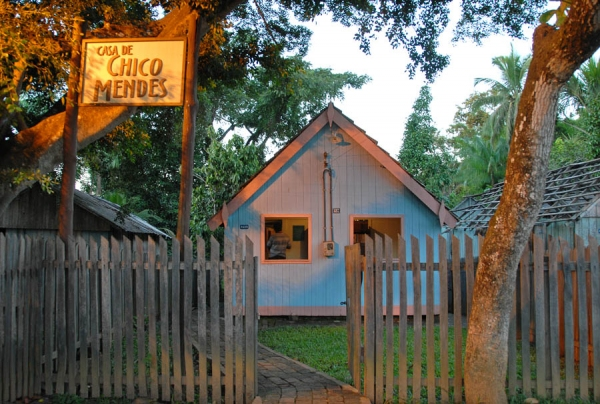
Casa do líder sindical Chico Mendes em Xapuri - AC - Brasil.
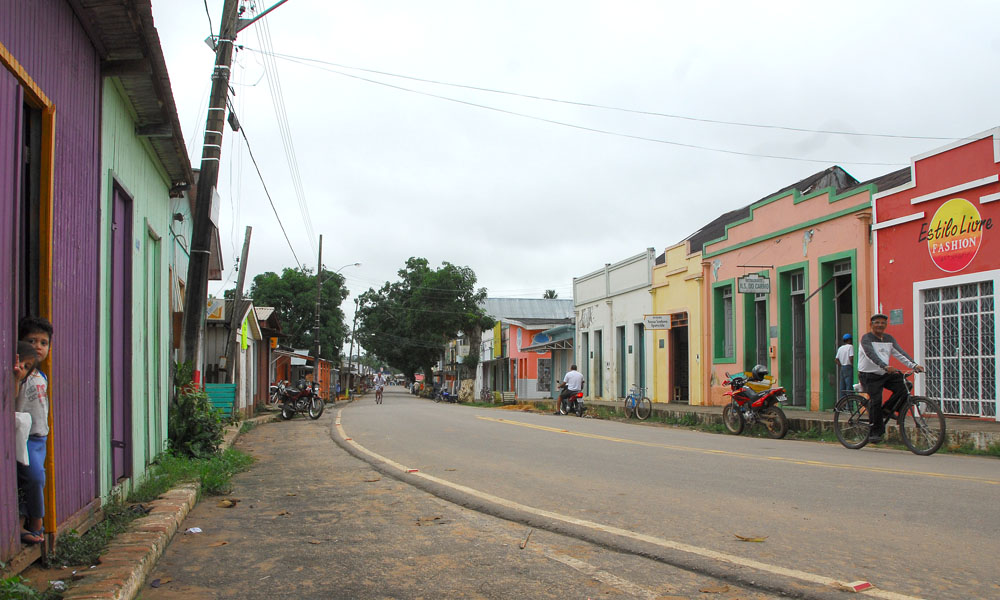
Xapuri, Acre, Brasil.

## Filhos ilustres
- Chico Mendes -  seringueiro, sindicalista e ativista ambiental.
- Armando Nogueira - jornalista e cronista esportivo.
- Adib Jatene - médico, professor universitário, inventor e cientista.
- Jarbas Passarinho - militar e político.

## Eventos
- Festa de São Sebastião: 20 de janeiro
- Aniversário do município: 22 de março
- Festa de Início da Revolução Acriana: primeira semana de agosto
- Festival de Praia e Esportes: De julho a setembro
- Semana Chico Mendes: 15 a 22 de dezembro